# Gemerská Poloma
Gemerská Poloma és un poble i municipi d'Eslovàquia. Es troba a la regió de Košice, a l'est del país.

## Història
La primera referència escrita de la vila data del 1282.

## Demografia
| Godina             | 1994 | 2004   | 2014   | 2024   |
| ------------------ | ---- | ------ | ------ | ------ |
| Nombre de persones | 1963 | 2023   | 2044   | 1885   |
| Diferència         |      | +3,05% | +1,03% | −7,77% |

| Godina             | 2023 | 2024   |
| ------------------ | ---- | ------ |
| Nombre de persones | 1894 | 1885   |
| Diferència         |      | −0,47% |